# Marcello Ferrada de Noli
Marcello Ferrada de Noli, né le 25 juillet 1943 est un professeur émérite d'épidémiologie et docteur en médecine psychiatrique.
Il est connu pour ses recherches sur les comportements suicidaires associés aux traumatismes sévères
Il est également le fondateur de l'ONG, Swedish Doctors for Human Rights (en) (SWEDHR).